# 남원 초촌리 고분군
남원 초촌리 고분군(南原 草村里 古墳群)은 대한민국 전북특별자치도 남원시 이백면 초촌리에 있는 고분군이다. 1981년 4월 1일 전라북도의 기념물 제47호로 지정되었다.

## 개요
자라올이라 불리는 오촌 마을 동쪽 야산지대와 무동산 남쪽 산등선과 서쪽 산줄기에 밀집된 무덤들이다.
1978년 행해진 발굴조사에 의하면 삼국시대의 것으로 확인된 무덤이 총 211에 이르렀으나 거의 파괴되었다. 봉토는 없으나 지표에서 50∼80cm 내외의 땅속으로 들어가면 무덤의 뚜껑돌(개석상면)이 확인된다. 돌방(석실)은 서남쪽으로 향해있으며, 널방(현실)과 널길(연도)는 완전한 모습을 갖추고 있다.

## 참고 자료
- 초촌리고분군 - 국가유산청 국가유산포털